# Hong Mjong-po
Hong Mjong-po (hangŭl: 홍명보, hanča: 洪明甫) (* 12. únor 1969, Soul) je bývalý jihokorejský fotbalista a současný fotbalový trenér.

## Fotbalová kariéra
Hrával na pozici tzv. libera. Je to jediný Korejec a jeden ze dvou asijských hráčů, kterého Pelé zařadil roku 2004 mezi 125 nejlepších žijících fotbalistů (tím druhým je Japonec Hidetoši Nakata). Získal bronzovou medaili na Letních olympijských hrách roku 2012, na mistrovství Asie roku 2000 a byl členem legendárního jihokorejského týmu, který dosáhl historického úspěchu – čtvrtého místa – na mistrovství světa roku 2002. Tým zde vedl jako kapitán. Krom toho se zúčastnil dalších tří světových šampionátů (1990, 1994, 1998). Za jihokorejský národní tým celkem odehrál 136 utkání a vstřelil 10 branek.

## Trenérská kariéra
Jako trenér vedl jihokorejský národní tým na Mistrovství světa 2014 v Brazílii, kde jeho svěřenci obsadili s jedním bodem poslední místo v základní skupině H.